# Ishikawa Takao
Takao Ishikawa (sinh ngày 30 tháng 5 năm 1991) là một cầu thủ bóng đá người Nhật Bản.

## Sự nghiệp câu lạc bộ
Takao Ishikawa đã từng chơi cho FC Machida Zelvia và Azul Claro Numazu.